# Camille Dhont
Camille Dhont (Wevelgem, 12 de juny de 2001) és una cantant i actriu belga.

## Biografia
Camille Dhont va formar part del conjunt del musical De ridders van de ronde keukentafel de Deep Bridge.
Com a cantant, es va donar a conèixer per diversos vídeos a YouTube en els quals cantava tot tipus de covers. Després, el 2017, va actuar a Marathonradio a l'emissora flamenca MNM (sota el seu propi nom) i a Qmusic amb el nom de Millo.
El 2019, Camille Dhont es va veure per primera vegada a la Ketnet sèrie #LikeMe, en la qual va interpretar el personatge de Camille Van Beem. El 7 d'abril de 2019, ella i la resta del #LikeMe van oferir dos concerts al Lotto Arena d'Anvers, seguits de la #LikeMe a diverses ciutats i municipis flamencs.
Des del 2020 és la cantant davantera al costat Dean Delannoit a la banda de covers Pluto Was A Planet.
Camille Dhont va guanyar Kids 'Choice Award 2020 Nickelodeon per a Favorite Rising Talent.
Camille Dhont va col·laborar amb el DJ belga Regi Penxten i va cantar el títol de l'àlbum Forget the Time. A més, va signar el seu primer contracte discogràfic amb CNR Records.
El 2 d'octubre de 2020, el seu senzill amb Regi Penxten va debutar al número 7 de l' Ultratop. El 26 de març de 2021, Dhont va llançar el seu primer senzill, anomenat Fireworks. Una setmana després, aquest va Ultratop 50 dotzè lloc 
L'any 2022 va ser ambaixadora de STIP IT juntament amb tres cares més a la Setmana contra el Bullying. Amb l' autoescrita Diamant -del seu segon disc- va llançar el seu segon senzill en solitari com a cançó de campanya contra el bullying.
També va participar en la segona temporada del programa de televisió The Masked Singer disfressada del personatge Miss Poes. Va arribar a la final i va ser votada com a guanyadora.
El setembre de 2021 va participar en el VTM programa Love For Music, que es va emetre a la primavera de 2022.
A principis d'agost del 2022 van començar a sortir rumors que Camille Dhont podria tindre una parella a Lleida.

## Televisió
- #LikeMe (2019-present) - com Camille Van Beem
- Regi Academy (2021) - als presentatrice
- The Masked Singer (2022) - com a Miss Poes
- Love of Music (2022), com ella mateixa